# Rosemary Forsyth
Rosemary Forsyth (* 6. Juli 1943 in Montreal, Kanada) ist eine US-amerikanische Schauspielerin.

## Leben
Rosemary Forsyth arbeitete eine Zeit lang als Model, bevor sie 1963 in einer Folge der Fernsehserie  Route 66 als Schauspielerin debütierte. Auf der Leinwand debütierte sie 1965 mit den beiden Filmen Der Mann vom großen Fluß und Die Normannen kommen. Bereits ein Jahr später wurde sie als Beste Nachwuchsdarstellerin für einen Golden Globe Award nominiert. 
Die US-amerikanische Staatsbürgerschaft erhielt sie 1965 im Alter von 22 Jahren. Am 28. Juni 1966 heiratete sie den Schauspieler Michael Tolan, mit dem sie eine gemeinsame Tochter bekam. Um sich um das Kind zu kümmern, zog sie sich kurzzeitig von der Schauspielerei zurück. Die Ehe scheiterte und wurde im Februar 1970 geschieden. Zu dieser Zeit war sie bereits mit dem Schauspieler David Janssen liiert. Nachdem diese Beziehung zerbrach, war Forsyth noch zwei Mal verheiratet, mit dem Pferdezüchter Ron Waranch (1972–1975) und Alan 'Skip' Horwits (1980–1983).

## Filmografie (Auswahl)

### Film
- 1965: Der Mann vom großen Fluß (Shenandoah)
- 1965: Die Normannen kommen (The War Lord)
- 1966: Zwei tolle Kerle in Texas (Texas Across the River)
- 1969: Ein Trottel kommt selten allein (Some Kind of a Nut)
- 1969: Eine Witwe mordet leise (What Ever Happened to Aunt Alice?)
- 1970: Wie ich dich liebe? (How Do I Love Thee?)
- 1970: The Brotherhood of the Bell (Fernsehfilm)
- 1971: Um 9 Uhr geht die Erde unter (City Beneath the Sea) (Fernsehfilm)
- 1971: Ein tödlicher Fehler (The Death of Me Yet)
- 1973: Ein Kamel im wilden Westen (One Little Indian)
- 1978: U-Boot in Not (Gray Lady Down)
- 1988: Liebe ist mein Geschäft (Addicted to His Love)
- 1989: Der Hai aus L.A. (Nashville Beat)
- 1993: Ein Fall für den Mörder (A Case for Murder)
- 1994: Enthüllung (Disclosure)
- 1994: Undercover Cops (Exit to Eden)
- 1995: Kinder, ich muß sterben – Abschied einer Mutter (The Other Woman)
- 1996: Daylight
- 1998: Cool Girl (Girl)

### Serie
- 1968: Ihr Auftritt, Al Mundy: Streit in der Königsfamilie (When good friends get together)
- 1971: Columbo: Tödliche Trennung (Murder by the Book)
- 1971–1974: Mannix (drei Folgen)
- 1 975: Petrocelli (eine Folge)
- 1975: Barnaby Jones (eine Folge)
- 1980: Der unglaubliche Hulk (The Incredible Hulk, eine Folge)
- 1980–1983: Fantasy Island (drei Folgen)
- 1983–1985: Simon & Simon (zwei Folgen)
- 1984: California Clan (Santa Barbara, 32 Folgen)
- 1985: Dallas (drei Folgen)
- 1985–1991: Mord ist ihr Hobby (Murder, She Wrote, zwei Folgen)
- 1989–1990: Mr. Belvedere (drei Folgen)
- 1997–2000: Chicago Hope – Endstation Hoffnung (Chicago Hope, zwei Folgen)
- 1997–1998: Dharma & Greg (zwei Folgen)
- 1997: Star Trek: Raumschiff Voyager (Star Trek: Voyager, eine Folge)
- 2000–2001: Ally McBeal (zwei Folgen)
- 2002–2005: Without a Trace – Spurlos verschwunden (Without a Trace, zwei Folgen)